# Tadoule Lake (See)
Der Tadoule Lake ist ein 283 km² großer See im zentralen Norden der kanadischen Provinz Manitoba.

## Lage
Der 247 m hoch gelegene Tadoule Lake befindet sich in einer vom Kanadischen Schild geprägten Tundralandschaft 240 km westlich der an der Hudson Bay gelegenen Kleinstadt Churchill. Der 39 km lange und bis zu 6 km breite stark gegliederte See wird vom South Seal River durchflossen. Am Nordwestufer des Sees befindet sich der Ort Tadoule Lake. Dieser wird von der Sayisi Dene First Nation bewohnt.

## Freizeit
Von dem Ort Tadoule Lake sind zwischen Ende Juni und Anfang September Kanutouren den South Seal River und Seal River hinab zur Hudson Bay möglich.